# Szygówek
Szygówek [pronunciación en polaco: /ʂɨˈɡuvɛk/] es un pueblo ubicado en el distrito administrativo de Gmina Pułtusk, dentro del Condado de Pułtusk, Voivodato de Mazovia, en el este de Polonia central. Se encuentra aproximadamente a 9 kilómetros al noreste de Pułtusk y a 62 kilómetros al norte de Varsovia.